# Henri Jokiharju
Henri Jokiharju (ur. 17 czerwca 1999 w Oulu) – fiński hokeista, reprezentant Finlandii.
Jego ojciec Juha (ur. 19681) i brat Juho (ur. 1995) także zostali hokeistami.

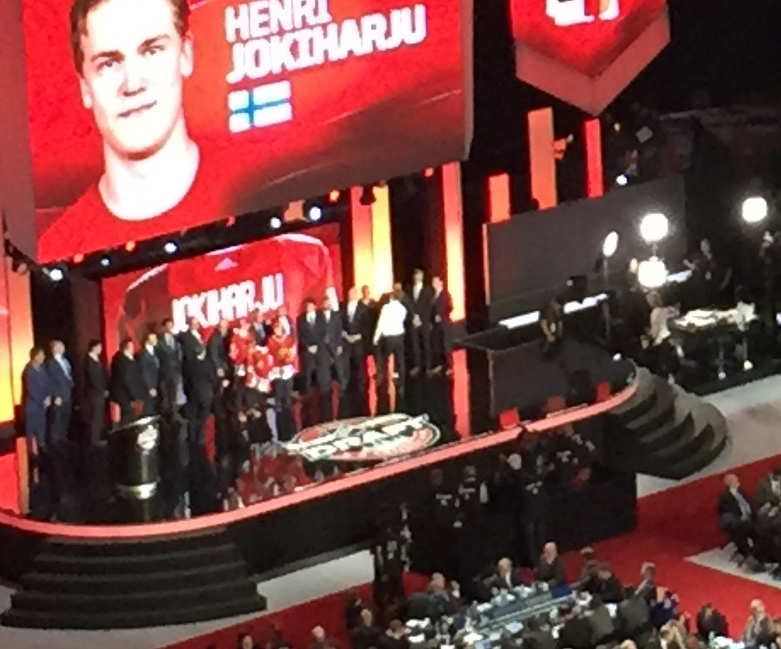
Wybor Henri Jokiharju podczas NHL Entry Draft 23 czerwca 2017

## Kariera
- Jokerit U16 (2013-2014)
- Jokerit U18 (2014-2015)
- Tappara U18 (2016)
- Tappara U20 (2015-2016)
- Portland Winterhawks (2016-2018)
- Chicago Blackhawks (2018-2019)
- Rockford IceHogs (2018-2019)
- Buffalo Sabres (2019-)

Wychowanek klubu KooVee. Rozwijał karierę w drużynach juniorskich klubow Jokerit do 2015 i Tappara Tampere do 2016. W maju 2016 podpisał trzyletni kontrakt z seniorskim zespołem Tappara. W tym czasie w drafcie do kanadyjskich rozgrywek juniorskich CHL z 2016 został wybrany przez amerykański klub Portland Winterhawks. W połowie tego roku związał się umową z tym klubem i w jego barwach od 2016 do 2018 rozegrał dwa sezony kanadyjskiej ligi WHL w ramach CHL. W NHL Entry Draft 2017 został wybrany z numerem 29 przez amerykański klub Chicago Blackhawks. W czerwcu 2018 podpisał z nim kontrakt wstępujący. W tym samym roku rozpoczął grę w edycji NHL (2018/2019)  jednocześnie występował w jego zespole farmerskim, Rockford IceHogs, w AHL. W połowie 2019 został zakontraktowany przez Buffalo Sabres. Latem 2021 podpisał z tym klubem trzyletnią umowę.
Uczestniczył w turniejach mistrzostw świata do lat 17 edycji 2016, mistrzostw świata juniorów do lat 18 edycji 2016, mistrzostw świata juniorów do lat 20 edycji 2018, 2019. W kadrze seniorskiej brał udział w turnieju mistrzostw świata edycji 2019.

## Sukcesy
Reprezentacyjne
- Złoty medal mistrzostw świata juniorów do lat 18: 2016
- Złoty medal mistrzostw świata juniorów do lat 20: 2019
- Złoty medal mistrzostw świata: 2019

Klubowe
- Brązowy medal U18 SM-sarja: 2015 z Jokeritem U18

Indywidualne
- U18 SM-sarja (2014/2015):
  - Najlepszy obrońca sezonu (nagroda im. Pekki Marjamäkiego)
  - Pierwszy skład gwiazd sezonu
- U20 SM-sarja (2015/2016):
  - Najlepszy pierwszoroczniak miesiąca - luty 2016
  - Pierwszy skład gwiazd sezonu
  - Drugi skład gwiazd sezonu
- WHL (2017/2018):
  - Ósme miejsce w klasyfikacji asystentów w sezonie zasadniczym: 59 asyst[8]
  - Drugie miejsce w klasyfikacji asystentów wśród obrońców w sezonie zasadniczym: 59 asyst[9]
  - Czwarte miejsce w klasyfikacji kanadyjskiej wśród obrońców w sezonie zasadniczym: 71 punktów[10]
  - Drugi skład gwiazd sezonu (zachód)
- Mistrzostwa Świata Juniorów w Hokeju na Lodzie 2019/Elita:
  - Jeden z trzech najlepszych zawodników reprezentacji w turnieju